# 侵入阻害剤

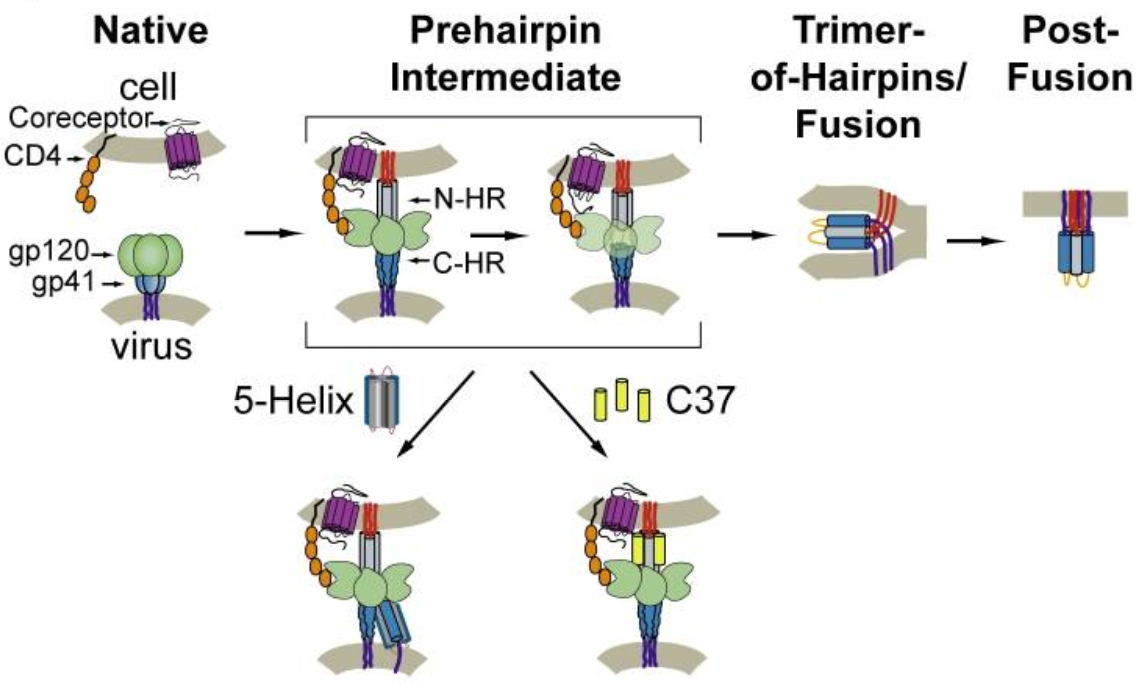
HIVビリオンは、CD4に+のヒト細胞に結合する。下の2つのイメージは、2つの侵入阻害剤の作用機序を示す。

侵入阻害剤（しんにゅうそがいざい、Entry inhibitors）は、抗レトロウイルス薬の一種であり、HIV感染症に対する併用療法等に用いられる。侵入阻害剤は、侵入阻害薬とも呼ばれる。下位項目に「融合阻害薬」、「共受容体阻害薬」等がある。
侵入阻害剤に部類される薬剤は、HIVウイルスがヒトの細胞に侵入することを阻害することで、 HIVの複製サイクルを阻害し、HIV感染からAIDSへの進行を遅らせる。

## HIV侵入の機序

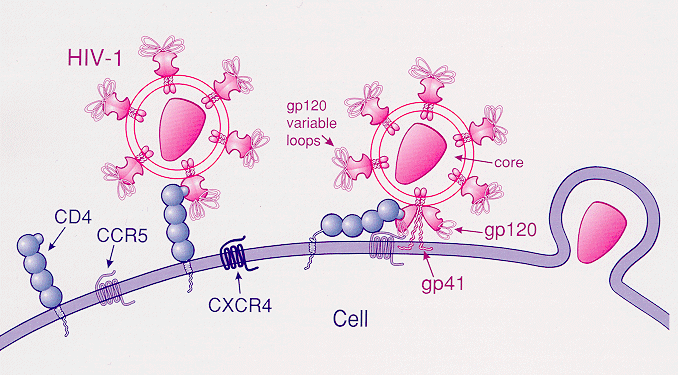
Attachment of HIV to a CD4+ T-helper cell: 1) the gp120 viral protein attaches to CD4. 2) gp120 variable loop attaches to a coreceptor, either CCR5 or CXCR4. 3) HIV enters the cell.

HIVが細胞に侵入するためには、以下の両方が必要である。
- 細胞表面にCD4が発現していること、
- 細胞表面に特定のコレセプター(共受容体 coreceptor）が発現していること

上記のコレセプターとしては、CXCR4とCCR5が知られ、これらは本来はケモカイン受容体として働くものである｡
どちらのケモカイン受容体を、コレセプターとして使用するかはウイルス株ごとに決まっており、それぞれ、以下のように言われるといわれる。
- CCR5のみを使用するCCR5指向性HIV（R5ウイルス）
- CXCR4のみを使用するCXCR4指向性HIV（X4ウイルス）
- 両方を使用することができる二重指向性HIVがある。*

CD4と上記のコレセプターを共に発現している細胞は以下のとおりである。
- CD4とCXCR4を発現している細胞はT細胞である。
- CD4とCCR5を発現している細胞はマクロファージである｡

従って、HIVはこの2種類の細胞に感染する｡

### 関連するタンパク質
HIV侵入プロセスに関与する重要なタンパク質として、以下のものが知られる。
- CD4, ヘルパーT細胞の表面にみられるprotein receptor。これを発現しているＴ細胞のことを、CD4陽性T細胞と呼ぶ。
- gp120, HIV表面に発現しているタンパク質で、CD4 receptorと結合する。
- CCR5, CD4陽性T細胞およびマクロファージの表面上にあるsecond receptor。ケモカイン共受容体と呼ばれる。
- CXCR4, CD4陽性T細胞に発現する別のケモカイン共受容体。
- gp41, gp120に密接に関連しHIVのタンパク質。これは、細胞膜を貫通する。

### ヒト細胞へのHIVの侵入経路の詳細
ヒト細胞へのHIVの侵入は、以下の順序を踏む。侵入阻害剤は、このプロセスの少なくともどこかを妨害することによって機能する。
- CD4受容体にHIV表面タンパク質gp120が結合する。
- gp120がコレセプター(CCR5 and/or CXCR4)と結合する 。
- HIVのgp41により、細胞膜とウイルスの融合が促進される。
- 細胞内にウイルスコアが侵入する。

## 許認可薬
以下のような侵入阻害薬が認可されている。
- マラビロクは、gp120との相互作用を防止、CCR5に結合する。細分すると「CCR5阻害剤」[5]。
- エンフビルチド（FUZEONは）のgp41に結合し、2膜をさせる能力を妨害する。細分は「融合阻害剤」。